# Campeonato Mundial de Rugby Juvenil 2023
El Campeonato Mundial de Rugby Juvenil de 2023 fue la decimotercera edición de la Copa Mundial. El principal torneo de selecciones juveniles masculinas de rugby que organiza la World Rugby (WR) se disputó en Sudáfrica, por segunda vez luego de la edición de 2012.
El campeón actual es Francia. luego de vencer en la final al seleccionado de Australia, mientras que por primera vez en la historia de la competición, la selección de Escocia no participará del torneo al perder la definición del descenso frente a Fiyi.

## Formato
Los 12 seleccionados se distribuyen en 3 grupos de 4 selecciones. En cada uno se enfrentan bajo el sistema de todos contra todos, donde se otorgan:
- Cuatro (4) puntos al vencedor de un partido.
- Dos (2) puntos a los equipos que empaten.
- Un (1) punto al perdedor de un partido por menos de 7 tantos de diferencia.
- Un (1) punto de bonus a los equipos que anoten cuatro o más tries en un partido.

Clasificarán a las semifinales el primer posicionado de cada grupo, más el mejor segundo.
Los restantes segundos posicionados más los dos mejores terceros disputarán por obtener el quinto puesto del campeonato mundial.
Los restantes equipos, el peor tercero y los últimos de cada grupo, se enfrentarán para obtener el noveno lugar.

## Fase de grupos
|  | Clasificado a las semifinales.              |
|  | Clasificado a la disputa por el 5to puesto. |
|  | Relegado a la disputa por el 9no puesto.    |

### Grupo A
| Pos. | Equipo        | Encuentros | Encuentros | Encuentros | Encuentros | Tantos  | Tantos    | Tantos     | Puntos Bonus | Puntos Totales |
| Pos. | Equipo        | jugados    | ganados    | empatados  | perdidos   | a favor | en contra | diferencia | Puntos Bonus | Puntos Totales |
| ---- | ------------- | ---------- | ---------- | ---------- | ---------- | ------- | --------- | ---------- | ------------ | -------------- |
| 1    | Francia       | 3          | 3          | 0          | 0          | 153     | 48        | 108        | 3            | 15             |
| 2    | Nueva Zelanda | 3          | 2          | 0          | 1          | 103     | 80        | 23         | 2            | 10             |
| 3    | Gales         | 3          | 1          | 0          | 2          | 86      | 89        | -3         | 3            | 7              |
| 4    | Japón         | 3          | 0          | 0          | 3          | 50      | 178       | -128       | 0            | 0              |

#### Primera fecha
| 24 de junio | Francia | 75 - 12 | Japón |  |  |

| 24 de junio | Gales | 26 - 27 | Nueva Zelanda |  |  |

#### Segunda fecha
| 29 de junio | Francia | 35 - 14 | Nueva Zelanda |  |  |

| 29 de junio | Gales | 41 - 19 | Japón |  |  |

#### Tercera fecha
| 4 de julio | Nueva Zelanda | 62 - 19 | Japón |  |  |

| 4 de julio | Francia | 43 - 19 | Gales |  |  |

### Grupo B
| Pos. | Equipo     | Encuentros | Encuentros | Encuentros | Encuentros | Tantos  | Tantos    | Tantos     | Puntos Bonus | Puntos Totales |
| Pos. | Equipo     | jugados    | ganados    | empatados  | perdidos   | a favor | en contra | diferencia | Puntos Bonus | Puntos Totales |
| ---- | ---------- | ---------- | ---------- | ---------- | ---------- | ------- | --------- | ---------- | ------------ | -------------- |
| 1    | Irlanda    | 3          | 2          | 1          | 0          | 111     | 71        | 40         | 3            | 13             |
| 2    | Inglaterra | 3          | 1          | 2          | 0          | 109     | 63        | 46         | 2            | 10             |
| 3    | Australia  | 3          | 1          | 1          | 1          | 78      | 89        | -11        | 1            | 7              |
| 4    | Fiyi       | 3          | 0          | 0          | 3          | 71      | 146       | -75        | 2            | 2              |

#### Primera fecha
| 24 de junio | Irlanda | 34 - 34 | Inglaterra |  |  |

| 24 de junio | Australia | 46 - 37 | Fiyi |  |  |

#### Segunda fecha
| 29 de junio | Irlanda | 30 - 10 | Australia |  |  |

| 29 de junio | Inglaterra | 53 - 7 | Fiyi |  |  |

#### Tercera fecha
| 4 de julio | Irlanda | 47 - 27 | Fiyi |  |  |

| 4 de julio | Inglaterra | 22 - 22 | Australia |  |  |

### Grupo C
| Pos. | Equipo    | Encuentros | Encuentros | Encuentros | Encuentros | Tantos  | Tantos    | Tantos     | Puntos Bonus | Puntos Totales |
| Pos. | Equipo    | jugados    | ganados    | empatados  | perdidos   | a favor | en contra | diferencia | Puntos Bonus | Puntos Totales |
| ---- | --------- | ---------- | ---------- | ---------- | ---------- | ------- | --------- | ---------- | ------------ | -------------- |
| 1    | Sudáfrica | 3          | 2          | 0          | 1          | 83      | 73        | 10         | 1            | 9              |
| 2    | Georgia   | 3          | 2          | 0          | 1          | 73      | 50        | 23         | 1            | 9              |
| 3    | Argentina | 3          | 1          | 0          | 2          | 59      | 59        | 0          | 1            | 5              |
| 4    | Italia    | 3          | 1          | 0          | 2          | 66      | 99        | -33        | 1            | 5              |

#### Primera fecha
| 24 de junio | Argentina | 43 - 15 | Italia |  |  |

| 24 de junio | Sudáfrica | 33 - 23 | Georgia |  |  |

#### Segunda fecha
| 29 de junio | Sudáfrica | 26 - 34 | Italia |  |  |

| 29 de junio | Argentina | 0 - 20 | Georgia |  |  |

#### Tercera fecha
| 4 de julio | Italia | 17 - 30 | Georgia |  |  |

| 4 de julio | Sudáfrica | 24 - 16 | Argentina |  |  |

## Segunda fase

### Tabla de ordenamiento
| Pos                            | Equipo        | -/+        | Pts        |
| Fase final                     | Fase final    | Fase final | Fase final |
| ------------------------------ | ------------- | ---------- | ---------- |
| 1A                             | Francia       | +108       | 15         |
| 1B                             | Irlanda       | +40        | 13         |
| 1C                             | Sudáfrica     | +10        | 9          |
| 2B                             | Inglaterra    | +46        | 10         |
| Clasificación 5° al 8° puesto  |               |            |            |
| 2A                             | Nueva Zelanda | +23        | 10         |
| 3A                             | Gales         | +23        | 9          |
| 2C                             | Georgia       | -3         | 7          |
| 3B                             | Australia     | -11        | 7          |
| Clasificación 9° al 12° puesto |               |            |            |
| 3C                             | Argentina     | 0          | 5          |
| 4C                             | Italia        | -33        | 5          |
| 4B                             | Fiyi          | -75        | 2          |
| 4A                             | Japón         | -128       | 0          |

### Clasificación del 9° al 12° puesto
|  | Clasificación | Clasificación | Clasificación |           |      | Noveno lugar   | Noveno lugar   | Noveno lugar   |  |
|  |               |               |               |           |      |                |                |                |  |
|  |               |               |               |           |      |                |                |                |  |
|  | C             | Italia        | 26            |           |      |                |                |                |  |
|  | C             | Italia        | 26            |           |      |                |                |                |  |
|  | B             | Fiyi          | 41            |           |      |                |                |                |  |
|  | B             | Fiyi          | 41            |           | Fiyi | Fiyi           | 22             |                |  |
|  |               |               |               |           | Fiyi | Fiyi           | 22             |                |  |
|  |               |               | Argentina     | Argentina | 43   |                |                |                |  |
|  | 3o            | Argentina     | Argentina     | Argentina | 43   | 45             |                |                |  |
|  | 3o            | Argentina     |               |           |      | 45             |                |                |  |
|  | A             | Japón         | 20            |           |      | Undécimo lugar | Undécimo lugar | Undécimo lugar |  |
|  | A             | Japón         | 20            |           |      | Undécimo lugar | Undécimo lugar | Undécimo lugar |  |
|  |               |               |               |           |      |                |                |                |  |
|  |               |               |               |           |      | Italia         | Italia         | 45             |  |
|  |               |               |               |           |      | Italia         | Italia         | 45             |  |
|  |               |               |               |           |      | Japón          | Japón          | 27             |  |
|  |               |               |               |           |      | Japón          | Japón          | 27             |  |
|  |               |               |               |           |      |                |                |                |  |

#### Clasificación
| 9 de julio de 2023, 11:00 (UTC+5) | Italia | 26 - 41 | Fiyi | Paarl Gymnasium, Paarl |  |

| 9 de julio de 2023, 13:30 (UTC+5) | Argentina | 45 - 20 | Japón | Paarl Gymnasium, Paarl |  |

#### Undécimo lugar
| 14 de julio de 2023, 12:00 (UTC+5) | Italia | 45 - 27 | Japón | Estadio Danie Craven, Stellenbosch |  |

#### Noveno lugar
| 14 de julio de 2023, 14:30 (UTC+5) | Fiyi | 22 - 43 | Argentina | Estadio Danie Craven, Stellenbosch |  |

### Clasificación del 5° al 8° puesto
|  | Clasificación | Clasificación | Clasificación |       |           | Quinto lugar  | Quinto lugar  | Quinto lugar  |  |
|  |               |               |               |       |           |               |               |               |  |
|  |               |               |               |       |           |               |               |               |  |
|  | 1             | Nueva Zelanda | 35            |       |           |               |               |               |  |
|  | 1             | Nueva Zelanda | 35            |       |           |               |               |               |  |
|  | 4             | Australia     | 44            |       |           |               |               |               |  |
|  | 4             | Australia     | 44            |       | Australia | Australia     | 57            |               |  |
|  |               |               |               |       | Australia | Australia     | 57            |               |  |
|  |               |               | Gales         | Gales | 33        |               |               |               |  |
|  | 3             | Georgia       | Gales         | Gales | 33        | 21            |               |               |  |
|  | 3             | Georgia       |               |       |           | 21            |               |               |  |
|  | 2             | Gales         | 40            |       |           | Séptimo lugar | Séptimo lugar | Séptimo lugar |  |
|  | 2             | Gales         | 40            |       |           | Séptimo lugar | Séptimo lugar | Séptimo lugar |  |
|  |               |               |               |       |           |               |               |               |  |
|  |               |               |               |       |           | Nueva Zelanda | Nueva Zelanda | 50            |  |
|  |               |               |               |       |           | Nueva Zelanda | Nueva Zelanda | 50            |  |
|  |               |               |               |       |           | Georgia       | Georgia       | 26            |  |
|  |               |               |               |       |           | Georgia       | Georgia       | 26            |  |
|  |               |               |               |       |           |               |               |               |  |

#### Clasificación
| 9 de julio de 2023, 14:00 (UTC+5) | Nueva Zelanda | 35 - 44 | Australia | Athlone Sports Stadium, Ciudad del Cabo |  |

| 9 de julio de 2023, 16:00 (UTC+5) | Georgia | 21 - 40 | Gales | Paarl Gymnasium, Paarl |  |

#### Séptimo lugar
| 14 de julio de 2023, 17:00 (UTC+5) | Nueva Zelanda | 50 - 26 | Georgia | Estadio Danie Craven, Stellenbosch |  |

#### Quinto lugar
| 14 de julio de 2023, 14:00 (UTC+5) | Australia | 57 - 33 | Gales | Athlone Sports Stadium, Ciudad del Cabo |  |

### Fase final
|  | Semifinales | Semifinales | Semifinales |         |         | Final        | Final        | Final        |  |
|  |             |             |             |         |         |              |              |              |  |
|  |             |             |             |         |         |              |              |              |  |
|  | B           | Irlanda     | 31          |         |         |              |              |              |  |
|  | B           | Irlanda     | 31          |         |         |              |              |              |  |
|  | C           | Sudáfrica   | 12          |         |         |              |              |              |  |
|  | C           | Sudáfrica   | 12          |         | Irlanda | Irlanda      | 14           |              |  |
|  |             |             |             |         | Irlanda | Irlanda      | 14           |              |  |
|  |             |             | Francia     | Francia | 50      |              |              |              |  |
|  | A           | Francia     | Francia     | Francia | 50      | 52           |              |              |  |
|  | A           | Francia     |             |         |         | 52           |              |              |  |
|  | 2o          | Inglaterra  | 31          |         |         | Tercer lugar | Tercer lugar | Tercer lugar |  |
|  | 2o          | Inglaterra  | 31          |         |         | Tercer lugar | Tercer lugar | Tercer lugar |  |
|  |             |             |             |         |         |              |              |              |  |
|  |             |             |             |         |         | Sudáfrica    | Sudáfrica    | 22           |  |
|  |             |             |             |         |         | Sudáfrica    | Sudáfrica    | 22           |  |
|  |             |             |             |         |         | Inglaterra   | Inglaterra   | 15           |  |
|  |             |             |             |         |         | Inglaterra   | Inglaterra   | 15           |  |
|  |             |             |             |         |         |              |              |              |  |

#### Semifinales
| 9 de julio de 2023, 16:30 (UTC+5) | Irlanda | 31 - 12 | Sudáfrica | Athlone Sports Stadium, Ciudad del Cabo |  |

| 9 de julio de 2023, 19:00 (UTC+5) | Francia | 52 - 31 | Inglaterra | Athlone Sports Stadium, Ciudad del Cabo |  |

#### Tercer lugar
| 14 de julio de 2023, 16:30 (UTC+5) | Sudáfrica | 22 - 15 | Inglaterra | Athlone Sports Stadium, Ciudad del Cabo |  |

#### Final
| 14 de julio de 2023, 19:00 (UTC+5) | Irlanda | 14 - 50 | Francia | Athlone Sports Stadium, Ciudad del Cabo |  |
|                                    |         |         |         | Árbitro(s): Damián Schneider            |  |

| Bandera de Francia |
| Campeón Francia    |
| Tercer título      |

## Posiciones finales
| Posición | Selección     |
| -------- | ------------- |
| 1        | Francia       |
| 2        | Irlanda       |
| 3        | Sudáfrica     |
| 4        | Inglaterra    |
| 5        | Australia     |
| 6        | Gales         |
| 7        | Nueva Zelanda |
| 8        | Georgia       |
| 9        | Argentina     |
| 10       | Fiyi          |
| 11       | Italia        |
| 12       | Japón         |

|  | Descendió al Trofeo Mundial de Rugby Juvenil |